# Plauener Hütte

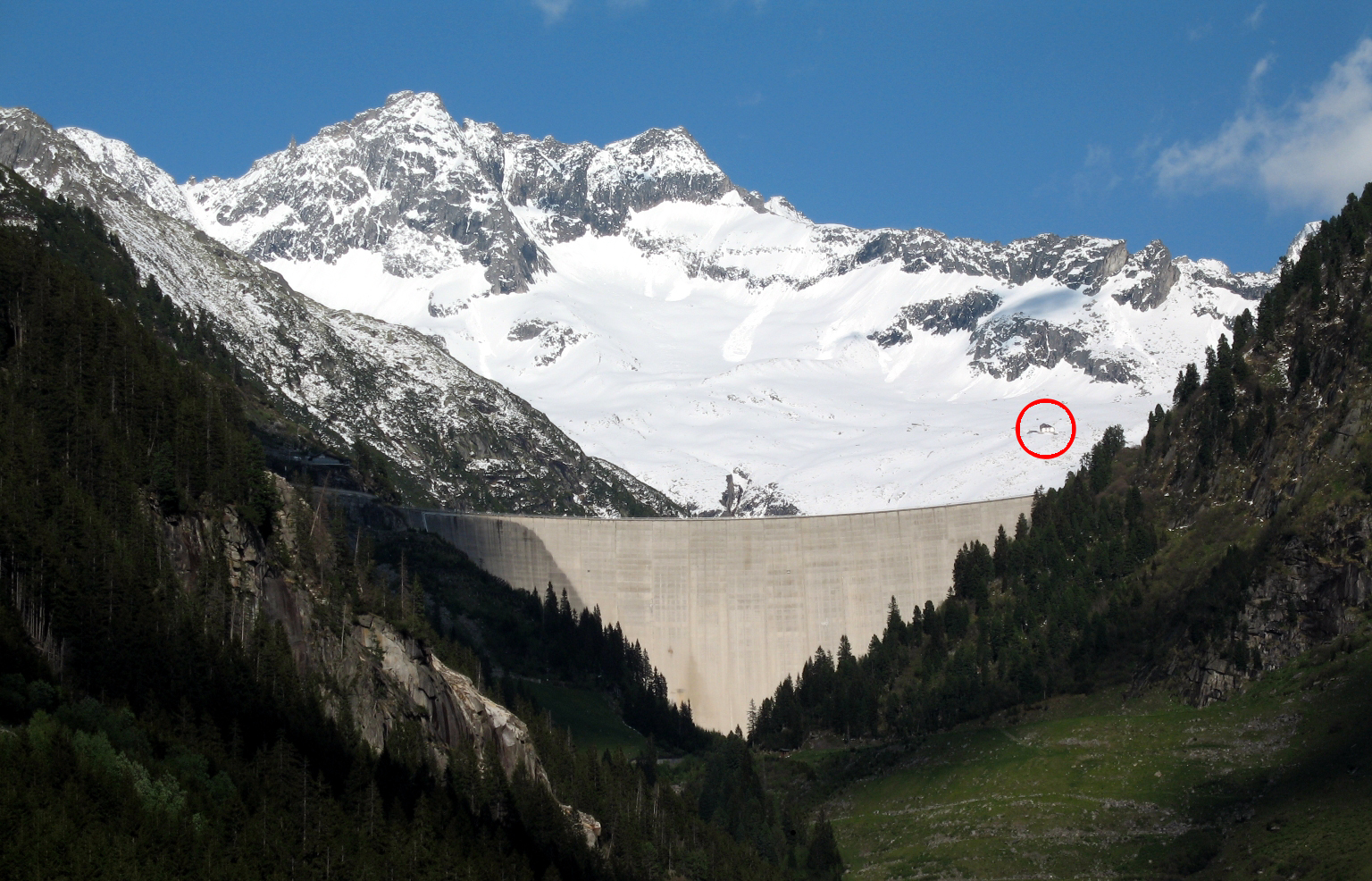
Lage der Hütte vor dem Nördlichen und Südlichen Schwarzkopf, Blick nach Osten

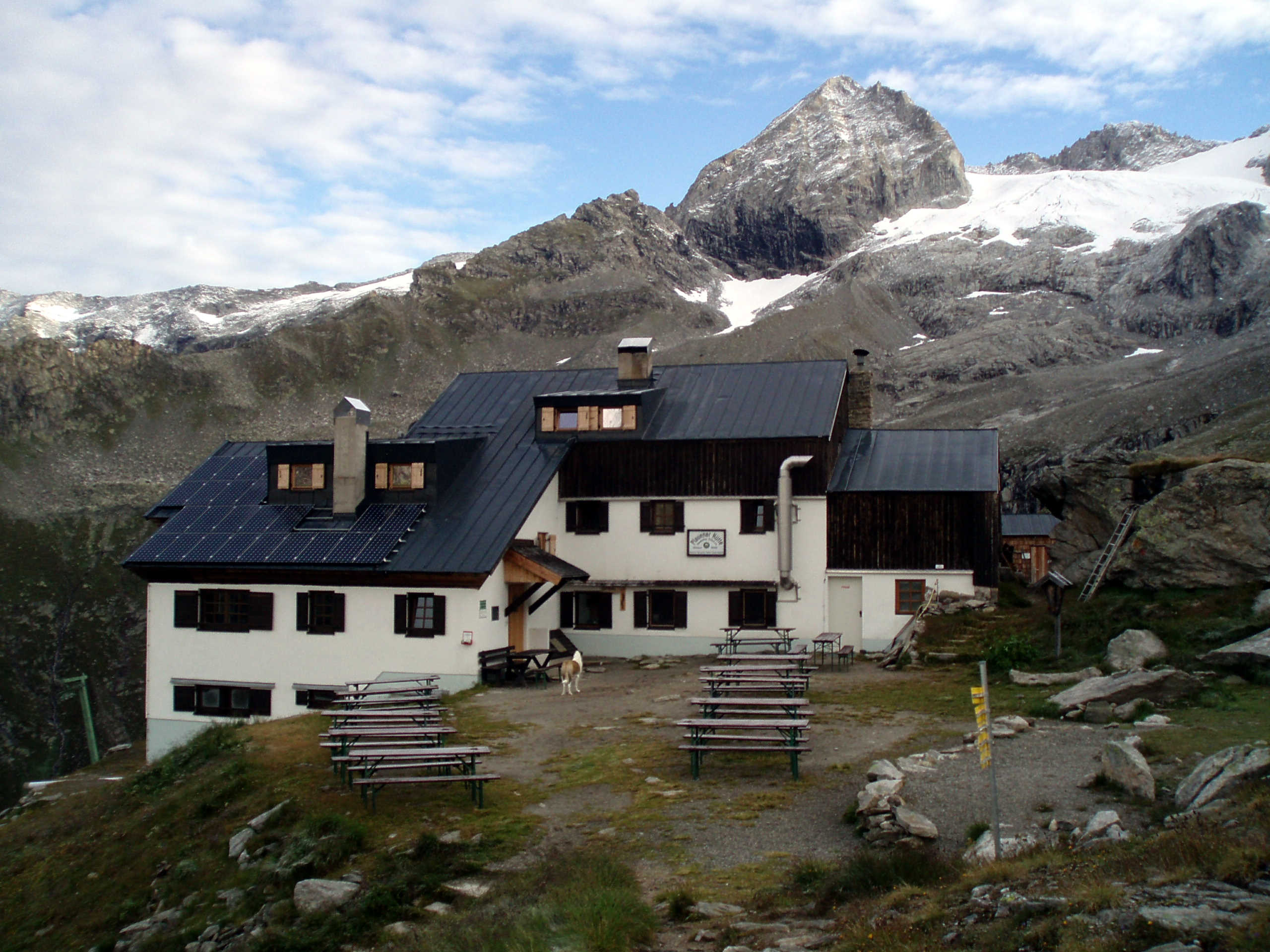
Plauener Hütte mit Kuchelmooskopf

Die Plauener Hütte ist eine Schutzhütte der Sektion Plauen-Vogtland des Deutschen Alpenvereins (DAV). Sie liegt auf einer Höhe von 2363 m ü. A. in Österreich.

## Geschichte

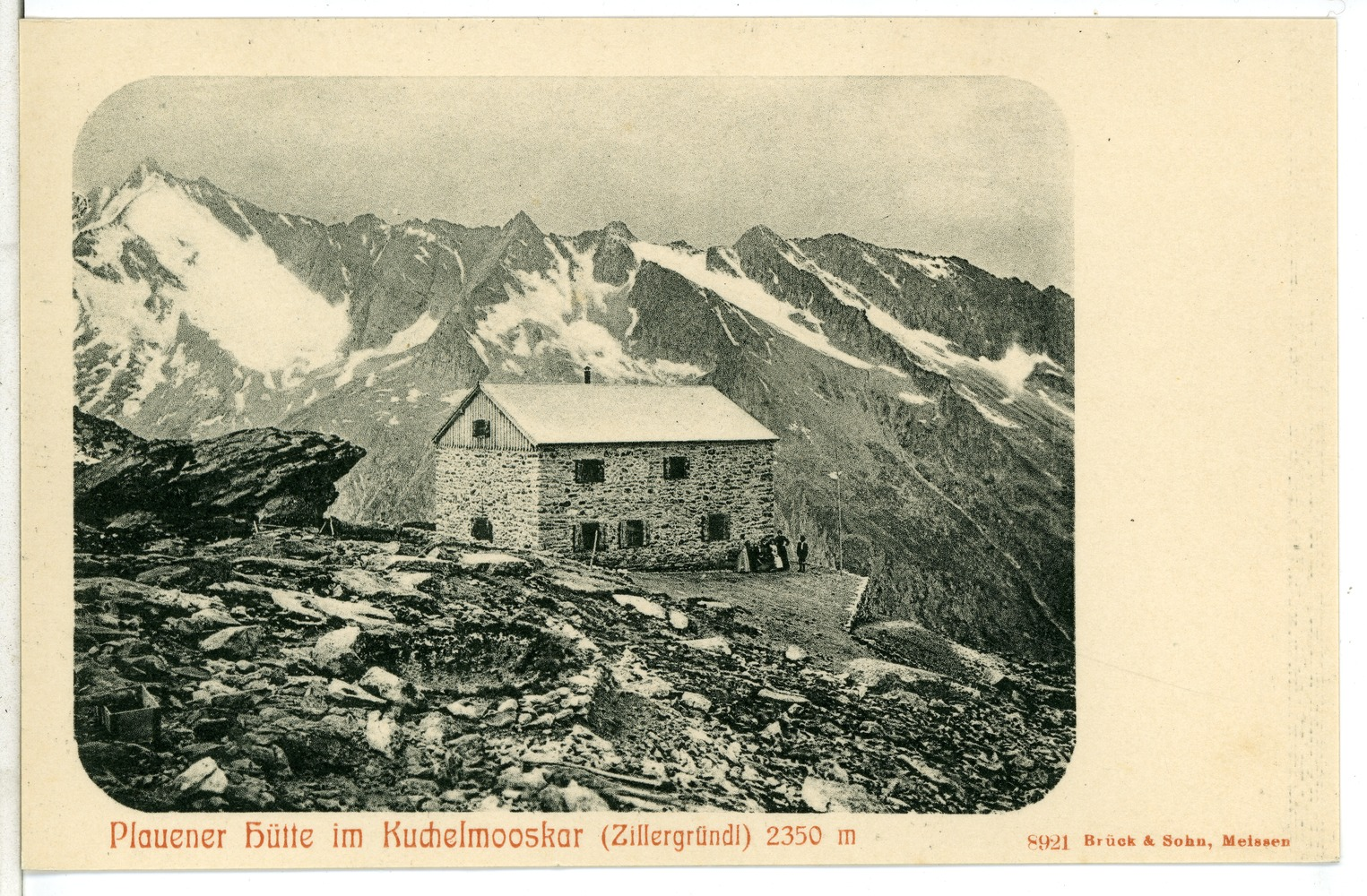
Plauener Hütte im Kuchelmooskar (1907)

Die Hütte wurde 1898/99 erbaut und am 19. Juli 1899 eingeweiht. Baulich wurde sie 1912, 1926 sowie 1985 erweitert.

## Aufstieg
Zur Plauener Hütte gelangt man nach der Durchquerung des Zillertals über Mayrhofen und Bärenbad zur Staumauer des Zillergründlspeichers und von dort auf einem Bergpfad hinauf. Die Gehzeit beträgt ca. zwei Stunden. Von der Hütte aus sieht man auf den Zillergründlsee.

## Übergänge
Die Plauener Hütte liegt am Zentralalpenweg, einem Weitwanderweg quer durch Österreich, der sich hier von einer Hütte über diverse Übergänge zur anderen zieht.
Vom Schutzhaus aus sind folgende Übergänge möglich:
- Richterhütte (über Gamsscharte, 2976 m); ein 2009 neu angelegter Klettersteig (Schwierigkeitsgrad B–C) ersetzt das frühere Altschneefeld, Gehzeit 3 Stunden.
- Krimmler Tauernhaus (1622 m) über Zillerplattenscharte (2874 m) und Windbachtal, Gehzeit: 6 Stunden.
- Über Heiliggeistjöchl nach Kasern im Ahrntal, Gehzeit: 4½ Stunden oder über die frühere Neugersdorfer Hütte zur Birnlückenhütte, Gehzeit: 8 Stunden.

## Gipfel
- Reichenspitze (3303 m), Gehzeit: 3½ Stunden
- Richterspitze (3054 m), Gehzeit: 2 Stunden
- Zillerplattenspitze (3147 m), Gehzeit: 3½ Stunden
- Zillerspitze (3091 m), Gehzeit: 2½ Stunden
- Kuchelmooskopf (3221 m), Gehzeit: 3½ Stunden
- Spaten (2956 m), Gehzeit: 4 Stunden
- Wildgerlosspitze (3280 m), Gehzeit: 4 Stunden

## Karten und Literatur
- Heinrich und Walter Klier: Alpenvereinsführer Zillertaler Alpen, Bergverlag Rother, München 1996, ISBN 3-7633-1269-2
- Alpenvereinskarte 1:25.000, Blatt 35/1, Zillertaler Alpen, westliches Blatt
- Kompass-Wanderkarte 1:25.000, Blatt 037, Mayrhofen-Tuxer Tal-Zillergrund, ISBN 978-3-85491-561-4